# ليمان بروكس
ليمان بروكس (بالإنجليزية: Lyman Brooks)‏ هو أكاديمي أمريكي، ولد في 20 مايو 1910، وتوفي في 27 أبريل 1984.